# Chiesa di Santa Teresa (Altamura)
La chiesa di Santa Teresa è una chiesa di rito cristiano cattolico, situata nella città di Altamura. Venne costruita nel 1712 dai carmelitani scalzi riformati, detti anche padri teresiani. Oggi la chiesa barocca appare con cupola e all'interno vi sono altari settecenteschi in marmo nonché il discreto chiostro dei Padri Teresiani.

## Descrizione
La chiesa segue una pianta a croce latina, con una grande aula unica dalla quale si accede alle cappelle laterali. La cupola si presenta formata da un tamburo ed un lucernario senza finestre, mentre alla sua sinistra si erge il campanile. La facciata è suddivisa in due ordini: quello superiore, sormontato da un timpano e diviso da colonne con capitelli in stile ionico, e quello inferiore, suddiviso in tre parti.
Il portale è sormontato da una modanatura di derivazione classica e da un arco spezzato vicino a modelli barocchi. L'interno, invece, consta di una lunga aula centrale dalla quale si aprono, nelle parti laterali, le cappelle. Le pareti, intonacate, sono decorate con eleganti modanature in stucco chiaro, secondo i modelli tardobarocchi napoletani.
Il pavimento, realizzato in maiolica dipinta, è frutto dell'intervento di restauro del 2003 che ha sostituito l'originale pavimentazione settecentesca.

## Storia
Nel 1635 comincia la costruzione della chiesa, completata nel 1696, come si evince dall'incisione sulla facciata. Nel primo decennio del XVIII secolo avviene il completamento della cupola, mentre a metà del secolo viene sistemata la decorazione interna. Gli ultimi lavori di restauro furono realizzati nel 2003, quando è avvenuto il consolidamento della struttura.
Al 1968 si può datare l'ultimo adeguamento liturgico, in occasione del quale vennero realizzati l'altare e l'ambone.